# بلديات ولاية المسيلة
بلديات ولاية المسيلة هم إحدى بلديات الجزائر 1541 وهم :
1- المسيلة
2- مقرة
3- برهوم
4- بلعايبة
5- عين الخضراء
6- الدهاهنة
7- أولاد دراج
8- معاضيد
9- صوامع
10 -أولاد عدي لقبالة
11 - مطارفة
12- حمام ضلعة
13- تارمونت
14- أولاد منصور
15- ونوغة
16-عين الحجل
17- سيدي هجرس
18- سيدي عيسى
19- بوطي سايح
20- بني يلمان
21 -شلال
22 -خطوطي سد الجير
23- أولاد ماضي
24- المعاريف
25- خبانة
26- الحومد
27 - مسيف
28 - مجدل
29- مناعة ( أولاد عطية)
30 - بوسعادة
31- هامل
32 - ولتام
33- أولاد سيدي إبراهيم (ديس)
34- بن زوه
35- سيدي عامر
36- تامسة
37- بن سرور
38- محمد بوضياف (واد شعير)
39- زرزور
40 - أولاد سليمان
41- عين الملح
42- بئر فضة
43- عين فارس
44- سيدي امحمد
45- عين الريش
46- جبل مسعد ( عين غورب)
47- سليم